# Aici... adică acolo
aici… adică acolo este un film românesc documentar din 2012 scris și regizat de Laura Căpățână-Juller.

## Prezentare
Filmul abordează problemele prin care trec familiile cu părinti plecați la muncă în Spania în timp ce copiii stau acasă în Maramureș  și-i așteaptă printre jucării și alte cadouri.

## Primire
În 2013 a primit Premiul TIFF al Zilelor Filmului Românesc, secțiunea lungmetraj.